# Городок (Витебска област)
Городок (на беларуски: Городок; на руски: Городок) е град в Беларус, административен център на Городокски район, Витебска област. Населението на града е 12 332 души (по приблизителна оценка от 1 януари 2018 г.).

## История
За пръв път селището се упоменава през 13 век, през 1772 година получава статут на град.